# Luciano Narsingh
Luciano Narsingh (Amsterdã, 13 de setembro de 1990) é um futebolista neerlandês que atua como meia-atacante e ponta. Atualmente, joga pelo Miedź Legnica, da Polônia.

## Carreira
Revelado pelo Heerenveen em 2008, Narsingh veio a obter algum destaque na temporada 2011–12, quando foi o líder de assistências da Eredivisie (Campeonato Holandês) e tornou-se um dos principais jogadores na campanha do vice-campeonato de sua equipe.
Ao fim da temporada, graças ao seu bom desempenho pelo Heerenveen, no dia 26 de maio foi convocado pelo treinador Bert van Marwijk para compor o elenco do país na UEFA Euro 2012. Após a Eurocopa, foi oficializada sua contratação pelo PSV Eindhoven, que pagou cerca de quatro milhões de euros pelo jogador.
Em 19 de julho de 2022, Narsingh assinou um contrato por uma temporada com o Miedź Legnica.

## Títulos
PSV Eindhoven
- Copa dos Países Baixos: 2008–09
- Eredivisie: 2014–15, 2015–16
- Supercopa dos Países Baixos: 2012, 2015, 2016